# 杜景臣
杜景臣（1952年11月—），山东郯城人，原海军副司令员，中国人民解放军海军中将。
2009年，接替徐洪猛，担任东海舰队司令员。2010年12月转任中国人民解放军海军参谋长。2014年7月，升任海军副司令员。2015年7月到龄退役。